# Louis-Joseph Lebret
Louis-Joseph Lebret O.P. (26 de juny de 1897, Le Minihic-sur-Rance, França - † 20 de juliol de 1966, París, França) fou un economista i religiós francès, membre de l'Orde de Predicadors.
Va néixer al si d'una família de tradició naval descendent de Jacques Cartier, estudià a l'escola naval, on es graduà com a oficial de la marina. Participà en la Primera Guerra Mundial a les esquadres del Líban. Es retirà de la marina el 1923 per fer-se sacerdot dominic, essent ordenat el 1928.
Després de la seva formació teològica fou enviat, el 1929, a Saint-Malo, on la sensibilitat per la gent de mar el portà a organitzar un sindicat i una acció social a gran escala amb els pescadors de totes les costes franceses. Basà el seu enfocament en àmplies consultes amb els pescadors, enquestes que expressaven llurs problemes i necessitats amb la fi de trobar-hi solucions. Obrí així el camí per al mètode de la investigació acció-participativa.
Fundà el 1941 el Centre d'Investigació i Acció Economia i Humanisme i el 1958 l'Institut Internacional per a la Investigació i Formació, Educació i Desenvolupament, denominat posteriorment Centre Internacional Desenvolupament i Civilitzacions Lebret.
Va treballar al Brasil del 1947 al 1954, a Colòmbia el 1955, al Senegal del 1958 al 1959, al Líban del 1960 al 1964 i a altres països.
Fou un dels impulsors de la preocupació pel desenvolupament global dins de l'Església Catòlica, entès com a desenvolupament de la persona i dels grups socials. Juntament amb François Perroux fou pioner d'un nou enfocament del plantejament urbà i territorial, relacionant el medi geogràfic amb el desenvolupament.
Va participar en la redacció de documents del Concili Vaticà II, com Gaudium et Spes, i fou a més l'inspirador de l'encíclica Populorum Progressio de Pau VI.

## Obres
- La communauté Boimondau, con Henri Desroche; L'Arbresle, Économie et Humanisme, 1944.
- Dimensions de la charité, Paris, Éditions ouvrières, 1958.
- Dynamique concrète du développement, Paris, Éditions ouvrières, 1967.
- Suicide ou survie de l'Occident ?, Paris, Économie et Humanisme et Éditions ouvrières, 1968.
- Estudo sobre desenvolvimento e implantação de indústrias, interessando a Pernambuco eao Nordeste. 3.ed. Recife, CONDEPE, 2001,118p.